# 王怀安
王怀安（1915年12月—2015年5月23日），原名王玉琳，男，四川自贡人，中华人民共和国政治人物。

## 生平
毕业于四川大学法律系，之后参与学生运动，后担任东北哈尔滨特别市人民法院副院长、院长。
中华人民共和国成立，调任最高人民法院委员兼司法部办公厅主任、人事厅厅长。文化大革命期间被迫害。1979年，出任最高人民法院刑庭庭长、副院长。2015年5月23日，在北京病逝。